# Harald Bredesen
Harald Bredesen (18 de agosto de 1918 – 29 de diciembre de 2006) fue un pastor estadounidense luterano, influyente en los primeros días del movimiento carismático de su país.

## Biografía
Él tuvo éxito profesional inmediatamente al egresar del seminario, habiendo trabajado para el Consejo Mundial de Iglesias como Secretario de Relaciones Públicas para el Consejo Mundial de Educación Cristiana. Sin embargo, Harald sentía que algo faltaba en su vida. En 1946, fue a una reunión de un campamento pentecostal en donde recibió el bautismo en el Espíritu Santo.
Se ordenó en 1944, y en 1946 recibió aquello descrito por los pentecostales como el bautismo en el Espíritu: una experiencia religiosa acompañada por la hablar en lenguas. Muchos otros cristianos carismáticos acreditan que él los guio hacia la misma experiencia, incluyendo Pat Boone y Pat Robertson. Bredesen se hizo amigo del evangelista Robertson mientras ambos vivían en Nueva York a fines de los años 50. Robertson llamó a su ministerio para los líderes del mundo “legendario.”
En su introducción al libro de Bredesen, Yes, Lord (Sí, Señor), el presentador Pat Boone escribió: "Abraham . . . Moisés . . . Gedeón . . . Elías . . . Creo que he conocido a un hombre como estos. Su nombre es Harald Bredesen. Los milagros le siguen por donde vaya".
Bredesen fue el fundador del Premio Príncipe de Paz, dado al presidente egipcio Anwar Sadat en 1980, a la Madre Teresa en 1989, póstumamente al Rey Hussein de Jordania (con el Rey Abdullah recibiéndolo en lugar de su padre) en 1999, y a Billy Graham el 2004. Sadat llamó a la ocasión de recibir el premio “el punto más alto de toda mi vida, más importante para mí incluso que el Premio Nobel. Aquello fue en la arena política. Esto fue espiritual”.
Bredesen, un pastor luterano, se convirtió en el primer clérigo ordenado de una denominación histórica en recibir la experiencia pentecostal del bautismo en el Espíritu Santo, hablar abiertamente de su experiencia, y conservar sus credenciales en una denominación histórica. En una carta al editor de Eternity Magazine, Harald Bredesen y Jean Stone Willans acuñaron el término “Renovación Carismática”.
A fines de los años 50, él introdujo a Pat Robertson a la experiencia. Robertson fue más allá al fundar la Christian Broadcasting Network en donde Harald era un miembro fundador de la junta. En Pat Robertson: A Personal, Political, and Religious Portrait (Pat Robertson: Un retrato personal, político y religioso), el historiador David Harrell escribió: “A la larga, fue un encuentro fortuito con Harald Bredesen el que tuvo el efecto de más amplio alcance sobre la vida y carrera de Pat Robertson”.
En su libro Reagan Inside/Out (Reagan Dentro/Fuera), Bob Slosser llamó a Bredesen “ministro para los líderes mundiales”. En aquel rol él tocó las vidas de muchas de las figuras más influyentes de su tiempo. Un llamado a la oración que Harald escribió y propuso a su amigo Anwar Sadat fue telegrafiada por by Sadat, Jimmy Carter y Menachem Begin a los líderes alrededor del mundo en la víspera de la cumbre de Camp David. De acuerdo a los expertos del momento, pocas cumbres comenzaron yendo con tan poco a ellas. Trece días después, el presidente Carter anunció del avance diciendo: “Comenzamos esta cumbre con un llamado a la oración. Los resultados han excedido las expectativas de cualquier persona razonable. Yo soy un cristiano. Jesús dijo: ‘Bienaventurados son los hacedores de la paz’”.
Conoció a Genevieve Corrick y se casó con ella en 1954.  En 1957, fue llamado a pastorear la primera Iglesia Reformada histórica de Mount Vernon, New York y pronto invitó a Robertson a unírsele como pastor asistente. Conjuntamente con otros que habían recibido el bautismo en el Espíritu Santo, Harald y Pat auspiciaron reuniones de estilo pentecostal en la antigua iglesia durante las horas libres. En una de aquellas reuniones, ellos sintieron que el Señor quería que hicieran públicas sus experiencias.
Bredesen fue llamado con frecuencia el padre del Movimiento Carismático, cuyos adherentes se cuentan hoy por cientos de millones. Bredesen presentó el programa de televisión de larga data Charisma en Christian Broadcasting Network. Fue autor de los libros Yes, Lord y Need A Miracle? (¿Necesitas un milagro?), el CD Toolkit for Eternity: A Walk with Harald Bredesen (Juego de Herramientas para la Eternidad: Caminando con Harald Bredesen) y el video How to Receive the Baptism in the Holy Spirit (Cómo Recibir el Bautismo en el Espíritu Santo).

## Accidente y muerte
El 26 de diciembre de 2006, Bredesen cayó de las escaleras en su casa, fracturándose el cráneo y sufriendo una grave hemorragia en su cerebro. Murió en el Hospital Palomar por complicaciones de la caída tres días después, el 29 de diciembre. De acuerdo con su asistente Tom Gilbreath, murió en paz. A él le sobreviven su esposa, Genevieve; sus hijos, Dagni, Margaret, Christopher, y David; y cinco nietos.